# Dronketurm
Der Dronketurm (Adolf-Dronke-Turm) ist ein freistehender Aussichtsturm bei Schalkenmehren im Landkreis Vulkaneifel in Rheinland-Pfalz.

## Lage
Der Dronketurm steht etwa 2,5 km südsüdöstlich der Kreisstadt Daun auf dem höchsten Punkt dieser drei-Maare-Gegend, dem südöstlich des Gemündener Maars gelegenen 561,2 m ü. NHN hohen Mäuseberg. Rund 500 m östlich des Turms liegt das Weinfelder Maar und gut 1 km südöstlich das Schalkenmehrener Maar. Der Dronketurm ist nur auf Wanderwegen erreichbar. So führt z. B. der Fernwanderweg Eifelsteig mit seiner 11. Etappe von Daun kommend über den Mäuseberg vorbei am Dronketurm und weiter nach Manderscheid.

## Beschreibung

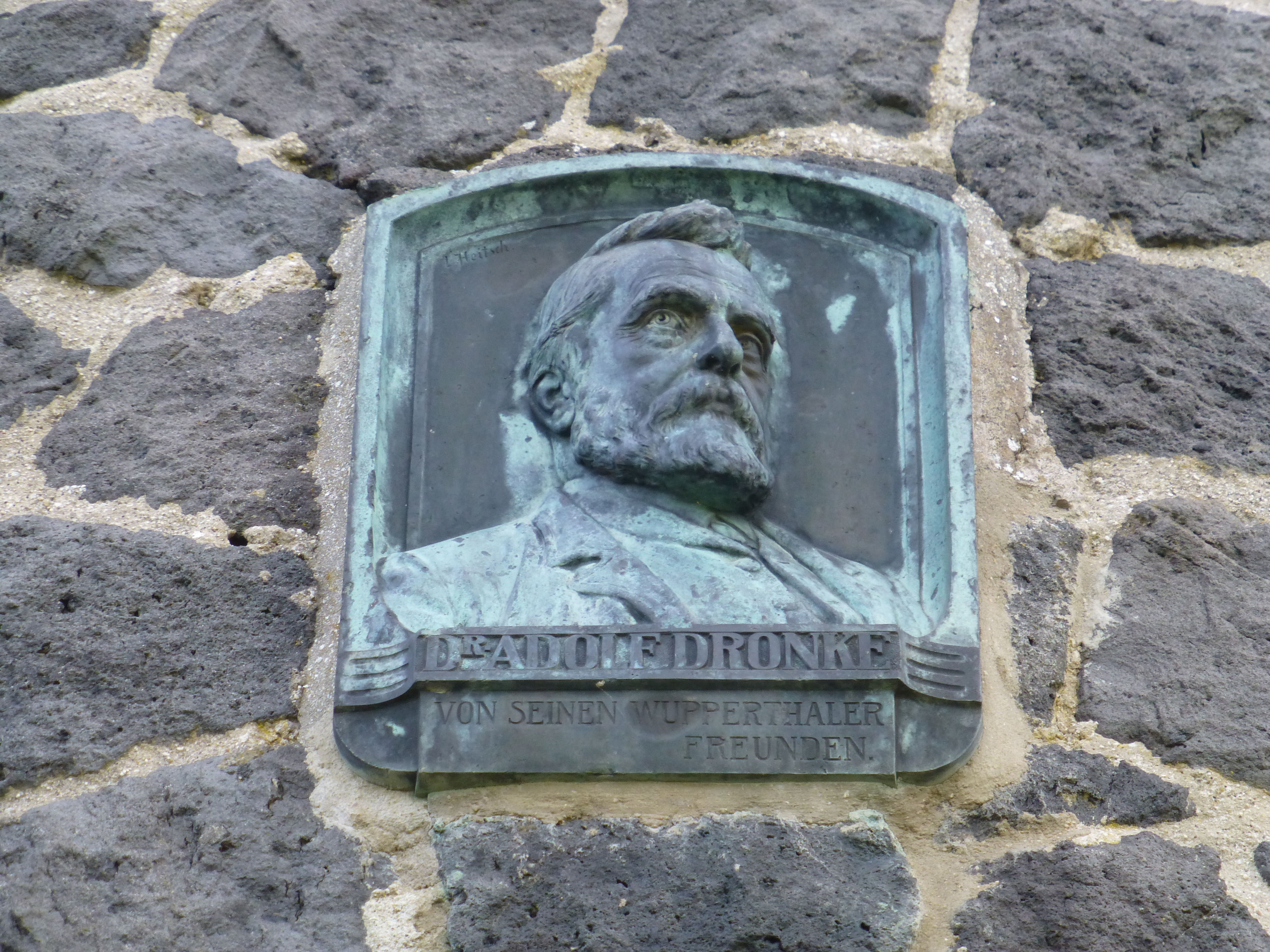
Reliefporträt Adolf Dronkes von Louis Heitsch

Das denkmalgeschützte Bauwerk ist ca. 10,5 Meter hoch und wurde von 1900 bis 1902 als Denkmal für Adolf Dronke, den Gründungsvater und Vorsitzenden des 1888 gegründeten Eifelvereins, erbaut. Der unten sechseckige Turm ist aus Natursteinen gemauert und verjüngt sich bis etwa zur halben Turmhöhe. Darüber ist er als Rundturm gestaltet. Über dem Eingang zum Turm ist eine Gedenktafel und ein Reliefporträt des Bildhauers Louis Heitsch zur Erinnerung an Adolf Dronke angebracht.
Durch einen offenen Rundbogen gelangt man ins Turminnere und zu einer Metall-Wendeltreppe, die über 20 Stufen anfangs linksdrehend zu einer Zwischenebene führt und von dieser mit weiteren 23 Stufen rechtsdrehend zur 9,5 Meter hoch gelegenen Aussichtsplattform. An der Brüstung der Plattform sind mehrere Bronzetafeln angebracht, die Nah- und Fernziele in verschiedenen Himmelsrichtungen anzeigen.

## Aussicht
Sowohl das 166,5 m unterhalb der Plattform des Turms gelegene Gemündener Maar als auch das Weinfelder Maar sind von der Aussichtsplattform des Turms sichtbar. Außerdem hat man von dort aus einen Panoramablick über die gesamte Vulkanlandschaft rund um Daun, bei gutem Wetter sogar bis in den Hunsrück.